# 뱅쿠오

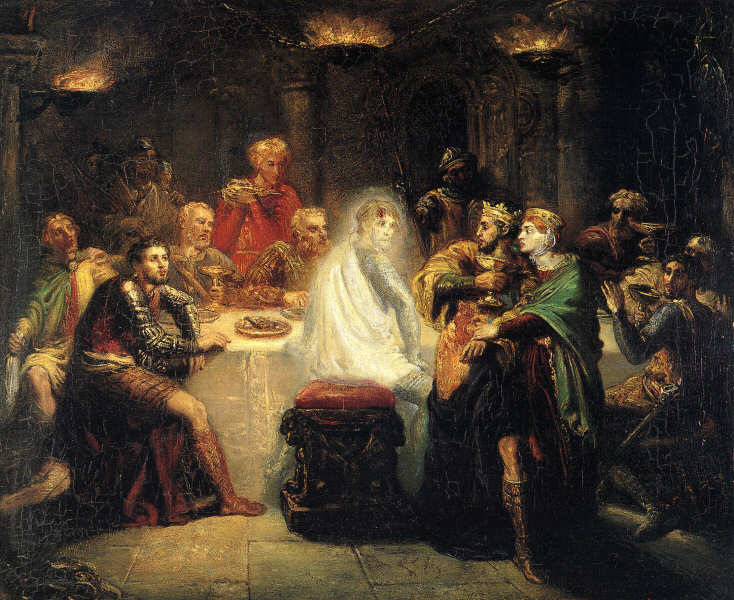

뱅쿠오(Banquo [ˈbæŋkwoʊ][*])는 윌리엄 셰익스피어의 희곡 『맥베스』에 등장하는 인물이다. 작위는 로하버르 종사다. 처음에는 주인공 맥베스의 부관으로 등장하며, 세 명의 마녀를 함께 만난다. 마녀들은 맥베스가 왕이 될 것이고, 뱅쿠오는 왕은 되지 못하지만 그 후손이 왕이 될 것이라 예언한다. 그 뒤 던컨 왕을 죽이고 왕이 된 맥베스는 마녀의 예언을 기억하고 뱅쿠오 일족을 멸족시키려 뱅쿠오와 그 아들 플레언스에게 각각 자객을 보낸다. 뱅쿠오는 죽고 플레언스는 살아 도망친다. 이후 뱅쿠오는 맥베스의 연회장에 유령으로 나타나 맥베스를 놀라게 한다.
셰익스피어는 맥베스 이야기를 홀린셰드의 연대기에서 차용했는데, 뱅쿠오 역시 이 연대기에 나오는 인물이다. 실존인물 뱅쿠오는 막 베하드(맥베스의 모델)와 적대하기는커녕 막 베하드를 도와 왕을 시해하는 데 협조한 인물이었다. 당시 스코틀랜드와 잉글랜드의 왕이었던 제임스 왕이 뱅쿠오의 후손이라는 속설이 퍼져 있었기 때문에 왕에게 잘 보이려고 셰익스피어가 의도적으로 뱅쿠오를 선역으로 설정한 것으로 보인다. 뱅쿠오는 흔히 맥베스가 욕망에 굴복하는 데 비해 욕망을 견뎌내는, 맥베스와 대조되는 긍정적 인물로 비평된다. 하지만 전체적으로 뱅쿠오의 행적과 의도는 불투명하다. 함께 예언을 들었고 맥베스가 욕망에 번민하는 것을 보았기에 정황상 맥베스가 던컨을 시해한 것을 확신할 수 있음에도, 뱅쿠오는 그 사실을 아무에게도 알리지 않고, 아무것도 하지 않는 찜찜한 구석을 남긴다.